# 231省道 (浙江省)
S231省道又名定西线，是浙江省省道之一，位于舟山市舟山岛上，南起定海三官堂，北至干览镇西码头。民国31年（1942）6月始建简易军用公路，经三官堂、唐皋岭、毛洋周、黄沙周、干览至西码头，长13公里。路线弯曲，路坡陡。1953年起，先后4次降坡延伸、取直拓宽，1987年浇铺沥青路面6.3公里，为四级公路。1989年，舟山市对此进行改造，并列为该市十件大事之一。是年2月15日动工，12月30日竣工，工程投资200多万元，投工3万余工，完成土石方3万余立方米，路面拓宽至9米，同时对唐高岭段进行了全面降坡，平均降坡5.7米以上。改建后，全线弯道比原来减少20多个，全线路基宽8.5～12米，路面宽7～9米，为沥青路面，桥梁5座，计长54.4米。属平原微丘四级公路。